# Jonathan Butler
Pour les articles homonymes, voir Butler.
Jonathan Butler est un auteur-compositeur-interprète et guitariste sud-africain né en octobre 1961 dans la ville du Cap, en Afrique du Sud. Sa musique est souvent considérée comme du R&B, du Jazz fusion ou du Smooth jazz mais il s'est également illustré dans d'autres styles comme le gospel ou la musique classique.

## Discographie
- I Love How You Love Me (1975)
- Introducing Jonathan Butler (1985)
- Jonathan Butler (1987)
- Inspirations (1987)
- 7th Avenue (1988)
- More Than Friends (1988)
- Heal Our Land (1990)
- Best Of Jonathan Butler (1993)
- Head To Head (1994)
- Jonathan Daniel Butler (1994)
- Do You Love Me? (1997)
- Story Of Life (1999)
- The Source (2000)
- Surrender (2002)
- Ultimate Butler (2002)
- Worship Project (2004)
- Jonathan (2005)
- Gospel Goes Classical (2006) (avec Juanita Bynum) 
N°2 du classement Gospel américain
 N°3 du classement Classical Crossover américain
- Brand New Day (2007)
- I Love How You Love Me (2009) - Réédition de l'album de 1975, auquel est adjoint une reprise de Swing Your Daddy de Jim Gilstrap
- So Strong (2010)

## Liens
- (en) Site officiel de Jonathan Butler